# Мюллер Дінда
Мюллер Дінда Камбамбела (англ. Muller Dinda Kambambela; нар. 22 вересня 1995, Моанда, Габон) — габонський футболіст, захисник клубу«Мангаспорт». Виступав у національній збірній Габону. Учасник літніх Олімпійських ігор 2012 року.

## Біографія
Мюллер Дінда народився 22 вересня 1995 року в габонському місті Моанда.

### Клубна кар'єра
Професійну кар'єру почав в клубі чемпіонату Габону — «ЮСМ Лібревіль». З 2012 по 2014 рік виступав за команду «Міссіль». З 2015 року є гравцем клубу «Мангаспорт», де виступає під 8 номером.

### Кар'єра у збірній
У листопаді-грудні 2011 року брав участь у чемпіонаті Африки серед молодіжних команд (до 23-х років), який проходив у Марокко. Габон став переможцем турніру, обігравши у фіналі господарів марокканців з рахунком 2:1 та отримав путівку на Олімпійські ігри 2012 року.
У серпні 2012 року головний тренер олімпійської збірної Габона Клод Мбуруно викликав Мюллера на літні Олімпійські ігри у Лондоні. У команді він отримав 2 номер. У своїй групі габонці посіли третє місце, поступившись Мексиці та Республіці Корея, обігнавши при цьому Швейцарію. Дінда зіграв у всіх трьох іграх.
У складі національної збірної Габона дебютував 10 січня 2013 року в товариському матчі проти Тунісу (1:1). Потім провів ще три товариські ігри у складі команди проти Лівану (0:0) і дві проти Руанди, які закінчилися поразкою (0:1).